# Hermann Friedrich Raupach
Hermann Friedrich Raupach (Stralsund, 21 dicembre 1728 – San Pietroburgo, 11/13 dicembre 1788) è stato un compositore e clavicembalista tedesco.
Figlio dell'organista e compositore Cristoph Raupach, iniziò la sua attività musicale a San Pietroburgo, dove il 24 febbraio 1755 fu nominato vice-clavicembalista dell'orchestra della corte imperiale russa. Successivamente, nel 1758, diventò maestro di cappella e compositore di corte, succedendo così a Francesco Araja; egli fu l'unico compositore non italiano a dirigere l'opera italiana di San Pietroburgo durante il XVIII secolo. Nello stesso anno debuttò anche come operista con lavoro serio, Al'cesta (Sumarokov) (Alceste in italiano), il quale si basava su un libretto in russo. Il 18 gennaio 1762 egli fu sostituito nella carica di direttore della cappella imperiale da Vincenzo Manfredini e quindi decise di lasciare per alcuni anni la Russia. Fu prima ad Amburgo e successivamente a Parigi, dove incontrò il giovane Wolfgang Amadeus Mozart e dove pubblicò alcune sue sonate per violino e clavicembalo. Tornò a San Pietroburgo nel 1768, dopo che Tommaso Traetta fu nominato nuovo maestro di cappella di corte; ivi riacquisì la sua passata di vice-clavicembalista e nel 1770 fu nominato vice di Traetta. Durante questo periodo si dedicò principalmente alla produzione di balletti e di lavori teatrali, sia in italiano che in russo: tra questi si ricorda il singspiel in russo Dobrïye soldati (I bravi soldati). Infine, nel 1777, diventò direttore del dipartimento di musica dell'Accademia delle Belle Arti di San Pietroburgo. Ebbe grande successo, per quanto solo postumo, la sua ultima opera "I buoni soldati"; l'importanza di H.F.R. rimase sostanzialmente limitata alla musica russa.
Con le sue opere egli anticipò stilisticamente la severità classica di Christoph Willibald Gluck. Tra i suoi lavori strumentali si ricordano in particolare alcune sue sonate per violino e clavicembalo, che furono riarrangiate da Mozart diventando così concerti per tastiera Kv37, Kv39 e Kv41.
Per il K.37(1mov.) il primo tempo della Sonata Op.1 n. 5; per il K.39(1mov. e 3mov.) il primo tempo e terzo tempo della Sonata Op.1 n. 1; per il K.41(2mov.) secondo tempo della Sonata Op.1 n. 1

## Lavori
- Al'cesta (opera seria, libretto di Aleksandr Petrovič Sumarokov, 1758, San Pietroburgo)
- Siroe, re di Persia (opera seria, libretto di Pietro Metastasio, 1760, San Pietroburgo)
- Dobrïye soldatï (singspiel, libretto di M. Kheraskov, 1779, Mosca)
- 15 balletti circa, alcuni per le opere di Tommaso Traetta (perduti)
- 6 sonate per clavicembalo e violino, op. 1 (1762 ca., Parigi)
- 4 sonate per clavicembalo e violino, op. 2 (1765 ca., Parigi)
- 4 sonate per 2 violini e basso, op. 3 (1770 ca., Parigi)